# Брутцер, Софи
Софи Брутцер (нем. Sophie Brutzer, 21 октября 1905, Рига — 28 марта 1945, Данциг) — немецкий филолог, исследовательница русско-австрийских культурных связей.

## Биография
Софи Брутцер — автор первого научного исследования взаимосвязей Райнера Марии Рильке и русской культуры.
Софи родилась в семье рижского издателя Грегора Брутцера (1868—1918) и была по отцовской линии внучкой психиатра Грегора Брутцера (1838—1884) и правнучкой врача Карла Эрнста Брутцера (1794—1877). 
Училась в школах в Риге, в Ортельсбурге (в Восточной Пруссии; совр. Щитно), в Хельмштедте (Брауншвейг) и в Цецилиеншуле в Билефельде (выпуск 1928 г.); затем в университетах Марбурга, Берлина, Фрайбурга и Кёнигсберга, где изучала славистику и германистику:113.
С 1931 г. Софи Брутцер начала работу над диссертацией по теме «Русские путешествия Рильке» — в 1932 г. работала с архивом Рильке в Веймаре, общалась с лично знавшими Рильке литераторами и его родственниками. Защита диссертации прошла 23 февраля 1934 г. в Кёнигсбергском университете. Референтами выступили два профессора Кёнигсбергского университета, германисты Эрих Йениш и Пауль Ханкамер:2. В диссертации были подробно разобраны разные аспекты взаимоотношений Рильке и русской культуры — его знакомства в России, путешествия 1899—1900 гг., чтение русской литературы и изучение живописи, опыты переводов и стихов на русском языке. Софи Брутцер нашла и впервые опубликовала русские стихи Рильке (с переводами):89—96:73.
Диссертация С. Брутцер была переиздана в 1969 г. в ФРГ (репринт) и получила высокую оценку всех последующих поколений исследователей творчества Р. М. Рильке и его взаимоотношений с русской культурой как «эпохальная работа». Во многом её материалы были использованы в утерянной ныне первой российской диссертации на ту же тему, автором которой стала Г. Я. Чечельницкая.
После защиты диссертации С. Брутцер работала библиотекарем в Кёнигштайне (Саксония), в конце Второй мировой войны перебралась к родственникам в Данциг, где она была застрелена красноармейцами 28 марта 1945 г.. Место её захоронения неизвестно.